# Teódoto de Bizâncio
Teódoto de Bizâncio era um mercador de couro, de grande cultura e que afirmava em suas teses que Jesus (segundo ele, um homem comum) havia encarnado o Logos (Deus Pai) e, que, ao ser batizado, recebera a graça ou adoção divina (dynamis) e que, por isso, era igualmente divino, porém de uma divindade inferior a Deus. Esse era o monarquianismo dinamista, com fortes traços do ebionismo e do adocionismo.

## Teologia
Segundo Novaciano, presbítero romano, assim se fundamentara a crença de Teódoto e seus seguidores:
Se o Pai é um e o Filho é outro,
e se o Pai é Deus e Cristo é Deus,
então não há um só Deus,
mas há dois Deuses
simultaneamente colocados,
o Pai e o Filho.
Devido aos seus ensinamentos, Teódoto foi excomungado pelo Papa Vítor I, em 190.
Alguns de seus discípulos, entre os quais, Asclepiódoto e Teódoto o jovem, intentaram formar uma comunidade cristã independente e, para a qual, chegaram a nomear um bispo de nome Natal, que, assim tornara-se no primeiro antipapa. Este entretanto, arrependeu-se e abjurou de sua crença, retornando à ortodoxia.
Quase um século depois, surge um outro grande representante destes pensamentos: Paulo de Samósata. Este fora excomungado em 268 por um Concílio Regional, reunido em Cartago. Esta crença foi condenada como heresia pelo Primeiro Concílio de Niceia, em 325.